# Hoe het zo kwam dat de ramenlapper hoogtevrees kreeg
Hoe het zo kwam dat de ramenlapper hoogtevrees kreeg is een romantische tragikomedie uit 2016, geregisseerd door Eva M.C. Zanen en geschreven door Matthijs Bockting en Eva M.C. Zanen. De film was onderdeel van de filmreeks One Night Stand van de NTR en ging in 2016 in première op het Nederlands Filmfestival. Hoe het zo kwam dat de ramenlapper hoogtevrees kreeg was als televisiefilm te zien op de NPO bij NTR en VPRO.

## Synopsis
Hoe het zo kwam dat de ramenlapper hoogtevrees kreeg is een romantische tragikomedie over de moed bij elkaar rapen en liefde op het eerste gezicht. De film volgt het leven van glazenwasser Alfred. Eén dag voor zijn pensioen slaat de angst toe, na tienduizenden emmers water en honderden kilometers omhoog en omlaag op de ladder. Plotseling wordt hij overvallen door hoogtevrees, terwijl hij de ramen wil lappen van Dirkje, op wie hij al 44 jaar heimelijk verliefd is. De film springt vervolgens terug in de tijd. Wat volgt is zijn levensverhaal, dat de invloed van Alfred laat zien, als een soort onwetende Cupido, op vele liefdeslevens. Alfred komt uiteindelijk tot het inzicht dat het hoog tijd is om de moed bij elkaar te rapen en zijn liefdespijlen nu maar eens op zichzelf te richten.